# Stazione di Spinetoli Villa San Pio X
La stazione di Spinetoli Villa San Pio X è una fermata ferroviaria posta sulla linea Ascoli Piceno-San Benedetto del Tronto. Serve la località di Villa San Pio X, frazione del comune di Spinetoli.

## Storia
La fermata di Spinetoli Villa San Pio X venne attivata nel giugno del 2010.